# Новде (Аштіан)
Новде (перс. نوده) — село в Ірані, у дегестані Сіявашан, у Центральному бахші, шахрестані Аштіан остану Марказі. За даними перепису 2006 року, його населення становило 258 осіб, що проживали у складі 88 сімей.

## Клімат
Середня річна температура становить 12,93 °C, середня максимальна – 32,15 °C, а середня мінімальна – -10,02 °C. Середня річна кількість опадів – 254 мм.
| Клімат поселення                              | Клімат поселення | Клімат поселення | Клімат поселення | Клімат поселення | Клімат поселення | Клімат поселення | Клімат поселення | Клімат поселення | Клімат поселення | Клімат поселення | Клімат поселення | Клімат поселення | Клімат поселення |
| Показник                                      | Січ.             | Лют.             | Бер.             | Квіт.            | Трав.            | Черв.            | Лип.             | Серп.            | Вер.             | Жовт.            | Лист.            | Груд.            |                  |
| Середній максимум, °C                         | 8,34             | 10,58            | 16,01            | 21,51            | 25,76            | 31,44            | 32,15            | 31,15            | 27,31            | 21,72            | 15,49            | 9,12             |                  |
| Середня температура, °C                       | −0,84            | 1,41             | 6,82             | 12,32            | 16,57            | 22,26            | 25,42            | 24,42            | 20,59            | 15,00            | 8,76             | 2,39             |                  |
| Середній мінімум, °C                          | −10,02           | −7,76            | −2,35            | 3,12             | 7,39             | 13,07            | 18,70            | 17,69            | 13,86            | 8,26             | 2,02             | −4,32            |                  |
| Норма опадів, мм                              | 36               | 35               | 46               | 33               | 28               | 4                | 1                | 1                | 0                | 10               | 24               | 36               |                  |
| Середньомісячна швидкість вітру, м/с          | 1.72             | 2.00             | 2.84             | 2.81             | 2.63             | 2.50             | 2.53             | 2.38             | 2.22             | 2.10             | 1.88             | 1.35             |                  |
| Середньомісячна сонячна радіація, кДж/м²·день | 9131             | 12492            | 14877            | 18374            | 22328            | 26828            | 25962            | 24055            | 20916            | 15476            | 10968            | 8973             |                  |
| --------------------------------------------- | ---------------- | ---------------- | ---------------- | ---------------- | ---------------- | ---------------- | ---------------- | ---------------- | ---------------- | ---------------- | ---------------- | ---------------- | ---------------- |
| Джерело:                                      |                  |                  |                  |                  |                  |                  |                  |                  |                  |                  |                  |                  |                  |